# Оберн (Вашингтон)
Оберн (енгл. Auburn) град је у америчкој савезној држави Вашингтон. По попису становништва из 2010. у њему је живело 70.180 становника.

## Демографија
Према попису становништва из 2010. у граду је живело 70.180 становника, што је 29.866 (74,1%) становника више него 2000. године.
| Група             | 2000.          | 2010.          |
| Белци             | 32.220 (79,9%) | 45.954 (65,5%) |
| Афроамериканци    | 977 (2,4%)     | 3.469 (4,9%)   |
| Азијати           | 1.410 (3,5%)   | 6.251 (8,9%)   |
| Хиспаноамериканци | 3.019 (7,5%)   | 9.032 (12,9%)  |
| Укупно            | 40.314         | 70.180         |